# لی جیانشیونگ
لی جیانشیونگ (انگلیسی: Li Jianxiong؛ زادهٔ ۱۰ دسامبر ۱۹۶۰) بازیکن واترپلو اهل چین بود.
وی در مسابقات کشوری و بین‌المللی در مجموع برندهٔ ۲ مدال طلا شده‌است.